# GRAVITY OF LOVE
「GRAVITY OF LOVE」（グラヴィティ・オブ・ラヴ）は、小室哲哉が1989年11月17日にリリースした2枚目のシングル。

## 解説
オリコン最高順位1位、アルバム『Digitalian is eating breakfast』からの先行シングル第2作目。カップリングは同曲のリミックス・バージョン。
本作ではすべて自分1人で作詞・作曲・編曲・ボーカルと行い、いわゆるシンガーソングライターとしての小室哲哉が垣間見える作品となっている。
松田聖子の持っていたシングル25作目の連続1位の記録を止めたシングルでもある。

## 収録曲
| 全作詞・作曲・編曲: 小室哲哉。 |                                                      |          |            |      |
| #                              | タイトル                                             | 作詞     | 作曲・編曲 | 時間 |
| 1.                             | 「GRAVITY OF LOVE」                                  | 小室哲哉 | 小室哲哉   | 5:39 |
| 2.                             | 「GRAVITY OF LOVE （SHEP PETTIBONE SPECIAL REMIX）」 | 小室哲哉 | 小室哲哉   | 8:01 |
| 合計時間:                      | 合計時間:                                            | 13:40    |            |      |

## 収録アルバム
- Digitalian is eating breakfast (#1)
  - Digitalian is eating breakfast Special Edition (Disc 1：#1,#2、Disc 4：「Edit Ver.」「Instrumental Edit ver.」収録)
- TK BEST SELECTION IN EPIC DAYS (#1)